# Osséja
Osséja – miejscowość i gmina we Francji, w regionie Oksytania, w departamencie Pireneje Wschodnie.
Według danych na rok 1990 gminę zamieszkiwały 1274 osoby, a gęstość zaludnienia wynosiła 74 osoby/km² (wśród 1545 gmin Langwedocji-Roussillon Osséja plasuje się na 286. miejscu pod względem liczby ludności, natomiast pod względem powierzchni na miejscu 459.).

## Zabytki
Zabytki na terenie gminy posiadające status monument historique:
- kościół św. Piotra (Église Saint-Pierre d'Osséja)

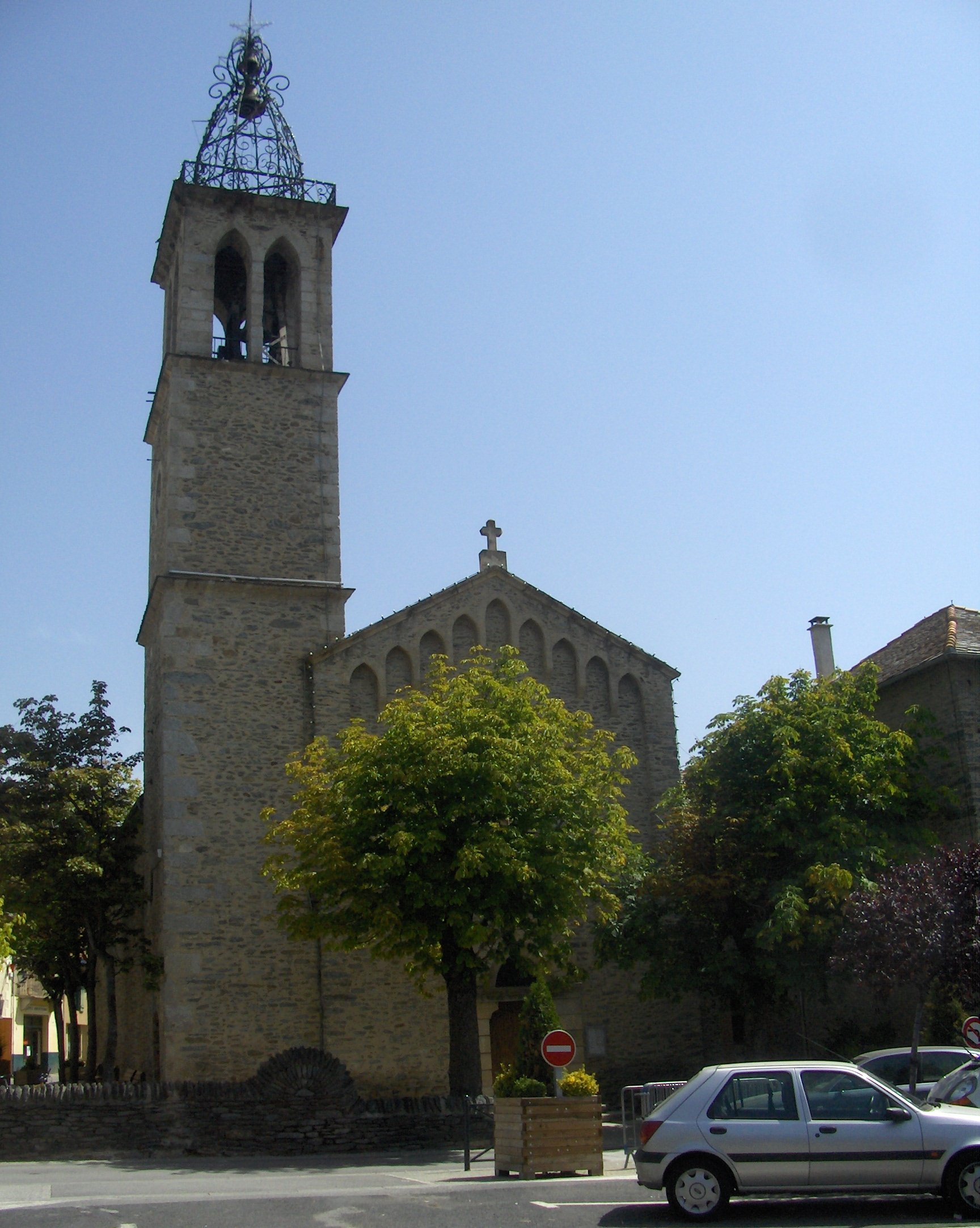
Kościół w Osséja, 2007

## Populacja

Populacja Osséja w latach 1962–2008